# (72804) Caldentey
Pour les articles homonymes, voir Caldentey.
(72804) Caldentey est un astéroïde de la ceinture principale.

## Description
(72804) Caldentey est un astéroïde de la ceinture principale. Il fut découvert le 11 avril 2001 à Costitx par Salvador Sánchez. Il présente une orbite caractérisée par un demi-grand axe de 2,97 UA, une excentricité de 0,08 et une inclinaison de 12,1° par rapport à l'écliptique.

## Compléments